# Aulacodes rufocastanea
Aulacodes rufocastanea là một loài bướm đêm trong họ Crambidae.